# Indianapolis 500 1953
Das 37. Indianapolis 500 (offiziell XXXVIIth Indianapolis Motor Sweepstakes) fand am 30. Mai auf dem Indianapolis Motor Speedway in Indianapolis statt und war das zweite Rennen der Automobil-Weltmeisterschaft 1953 sowie das erste Rennen der AAA-Saison 1953.

## Bericht

### Hintergrund

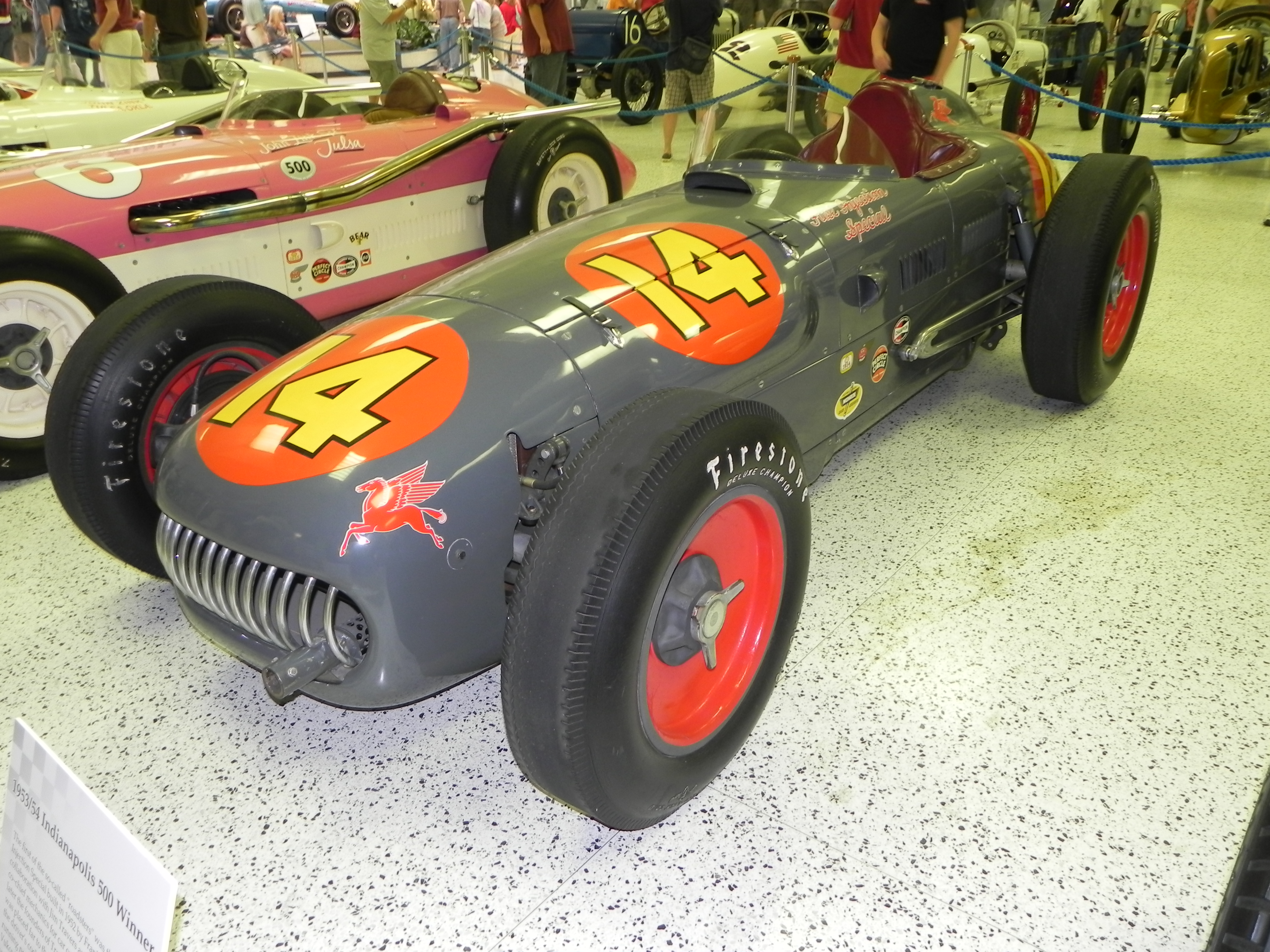
Kurtis Kraft KK500; Siegerwagen von Bill Vukovich

Nachdem 1952 mit Alberto Ascari zum ersten Mal ein europäischer Fahrer im 500-Meilen-Rennen angetreten war, versuchte man 1953 vergebens Ferrari für einen erneuten Start zu gewinnen.
Nach dem Großen Preis von Argentinien führte Ascari in der Fahrerwertung der Automobil-Weltmeisterschaft mit drei Punkten vor Luigi Villoresi und mit fünf Punkten vor José Froilán González.

### Training
Während des Vortrainings verunglückte Chet Miller, der Schnellste im Training des Vorjahres, tödlich. Die für den europäischen Zuschauer ungewöhnlichen Qualifikationsregeln besagten, dass der schnellste Fahrer des ersten Trainingstages die Pole-Position bekam, sollten an anderen Qualifikationstagen Fahrer schneller sein, so würden sie dennoch von hinteren Startpositionen aus ins Rennen gehen müssen. Dies war in den vergangenen Jahren meist der Fall gewesen. Mit Bill Vukovich hatte dieses Jahr auch wirklich der Fahrer die beste Startposition inne, der die schnellste Trainingszeit erzielt hatte.

### Rennen
Das Rennen war vor allem durch die enorme Hitze gekennzeichnet, die viele Fahrer zwang, sich ablösen zu lassen. Carl Scarborough starb am Abend sogar infolge eines während des Rennens erlittenen Hitzschlags. Zahlreiche Zuschauer mussten ebenfalls wegen der Hitze behandelt werden. Das Rennen selbst stand ganz im Zeichen von Vukovich. Er nutzte seine Pole-Position und ging in Führung. Bis auf jene fünf Runden, in denen er an den Boxen tankte, lag er stets vorn. Dahinter entwickelte sich ein Rennen, bei dem selbst die Offiziellen bedingt durch die vielen Fahrer- und Positionswechsel etwas den Überblick verloren. Bis ungefähr zur Hälfte des Rennens bildeten Fred Agabashian, Art Cross, Manuel Ayulo und Johnnie Parsons die Verfolgergruppe, die sich aber bedingt durch Fahrerwechsel auflöste. Pat Flaherty kam infolge eines Hitzekollapses von der Strecke ab und fuhr heftig in die Begrenzungsmauer. Es dauerte eine Zeit, ihn aus dem Wagen zu befreien, er war aber nicht schwer verletzt. Cross, der sich nicht hatte ablösen lassen, lag an zweiter Stelle, verfolgt von Paul Russo, der Agabashians Wagen fuhr. Nachdem Cross in der 187. Runde gestoppt hatte, glaubte man, Russo läge an zweiter Stelle, nachträgliche Untersuchungen aller Aufzeichnungen ergaben aber, dass Cross zweiter wurde, während Russo lediglich den vierten Platz belegte.
In der Fahrerwertung führten Ascari und Vukovich punktgleich vor Villoresi und Cross.

## Meldeliste
| Team                     | Nr. | Fahrer            | Chassis                  | Motor              | Reifen |
| ------------------------ | --- | ----------------- | ------------------------ | ------------------ | ------ |
| Ernest Ruiz              | 02  | Richard Rathmann  | Kurtis Kraft 500B        | Offenhauser 4.5 L4 | F      |
| Ed Walsh                 | 03  | Sam Hanks         | Kurtis Kraft KK 4000     | Offenhauser 4.5 L4 | F      |
| Ed Walsh                 | 24  | Cliff Griffith    | Kurtis Kraft 500B        | Offenhauser 4.5 L4 | F      |
| Murrell Belanger         | 04  | Duane Carter      | Lesovsky                 | Offenhauser 4.5 L4 | F      |
| Jack B. Hinkle           | 05  | Jack McGrath      | Kurtis Kraft KK 4000     | Offenhauser 4.5 L4 | F      |
| Wynn’s Friction          | 06  | Richard Rathmann  | Moore                    | Offenhauser        | F      |
| Federal Auto Associates  | 07  | Paul Russo        | Kurtis Kraft KK 3000     | Offenhauser 4.5 L4 | F      |
| Federal Auto Associates  | 41  | Gene Hartley      | Kurtis Kraft KK 4000     | Offenhauser 4.5 L4 | F      |
| John L. McDaniel         | 08  | Jimmy Bryan       | Schroeder                | Offenhauser 4.5 L4 | F      |
| Lewis Welch              | 09  | Duke Nalon        | Kurtis Kraft No. 4       | Novi 3.0 L8C       | F      |
| Lewis Welch              | 15  | Chet Miller       | Kurtis Kraft No. 3       | Novi 3.0 L8C       | F      |
| Lindsey Hopkins          | 10  | Henry Banks       | Lesovsky                 | Offenhauser        | F      |
| Lindsey Hopkins          | 63  | Danny Oakes       | Moore                    | Offenhauser        | F      |
| HA Chapman               | 12  | Ernie McCoy       | Chapman Special          | Offenhauser 4.5 L4 | F      |
| Howard Keck Co           | 14  | Bill Vukovich     | Kurtis Kraft 500         | Offenhauser 4.5 L4 | F      |
| Bessie Lee Paoli         | 16  | Art Cross         | Kurtis Kraft KK 4000     | Offenhauser 4.5 L4 | F      |
| Murrell Belanger         | 17  | Joe Sostilio      | Kurtis Kraft 500A        | Chrysler           | F      |
| Murrell Belanger         | 99  | Cal Niday         | Kurtis Kraft No. 327     | Offenhauser 4.5 L4 | F      |
| J. S. Belond             | 21  | Johnnie Parsons   | Kurtis Kraft 500B        | Offenhauser 4.5 L4 | F      |
| J. S. Belond             | 29  | Bob Scott         | Bromme                   | Offenhauser 4.5 L4 | F      |
| Hart Fullerton           | 22  | Marshall Teague   | Kurtis Kraft KK 4000     | Offenhauser 4.5 L4 | F      |
| Eugene Cassaroll         | 23  | Walt Faulkner     | Kurtis Kraft 500A        | Offenhauser 4.5 L4 | F      |
| Rodger Wolcott           | 25  | George Connor     | Kurtis Kraft 500A        | Chrysler           | F      |
| Rodger Wolcott           | 66  | Johnnie Tolan     | Kurtis Kraft 500A        | Chrysler           | F      |
| William Lutes            | 26  | Eddie Johnson     | Kurtis Kraft KK 4000     | Offenhauser        | F      |
| Otto & Adoph Stoye       | 28  | Pat O’Connor      | Deidt Tuffanelli Derrico | Offenhauser        | F      |
| Otto & Adoph Stoye       | 61  | Bill Holland      | Kurtis Kraft KK 3000     | Offenhauser        | F      |
| Caccia Motors            | 31  | Len Duncan        | Schroeder                | Offenhauser        | F      |
| Rotary Engineering Corp  | 32  | Andy Linden       | Ansted Special           | Offenhauser 4.5 L4 | F      |
| Ray Brady                | 33  | Art Cross         | Kurtis Kraft KK 4000     | Offenhauser        | F      |
| Ludson & Morris          | 34  | Eddie Sachs       | Kurtis Kraft KK 2000     | Offenhauser        | F      |
| Parks Offenhauser        | 35  | Buzz Barton       | Pawl                     | Offenhauser        | F      |
| Sid Street Motors        | 36  | Paul Goacher      | Pankratz                 | Offenhauser        | F      |
| Bob Estes                | 38  | Don Freeland      | Watson CC-53             | Offenhauser 4.5 L4 | F      |
| Blue Crown Spark Plug    | 39  | Bill Taylor       | Lesovsky                 | Offenhauser        | F      |
| Emmett Malloy            | 42  | Bill Cantrell     | Pankratz                 | Offenhauser        | F      |
| Maserati                 | 43  | Roy Newman        | Maserati 8CL             | Maserati           | F      |
| Jim Robbins              | 44  | Leroy Warriner    | Kurtis Kraft KK 1000     | Offenhauser        | F      |
| Ed Gdula                 | 46  | John Fedricks     | Kurtis Kraft 500B        | Offenhauser        | F      |
| Chapman S. Root          | 48  | Jimmy Daywalt     | Kurtis Kraft KK 3000     | Offenhauser 4.5 L4 | F      |
| Ray Crawford             | 49  | Bill Holland      | Kurtis Kraft 500B        | Offenhauser 4.5 L4 | F      |
| AE Dean                  | 51  | Bob Sweikert      | Kuzma                    | Offenhauser 4.5 L4 | F      |
| Tom Sarafoff             | 52  | Duke Dinsmore     | Kurtis Kraft KK 2000     | Offenhauser        | F      |
| Pat Clancy               | 53  | Jim Davies        | Kurtis Kraft 500B        | Offenhauser 4.5 L4 | F      |
| John Zink                | 55  | Jerry Hoyt        | Kurtis Kraft KK 4000     | Offenhauser 4.5 L4 | F      |
| R. N. Sabourin           | 56  | Johnny Thomson    | Del Roy                  | Offenhauser 4.5 L4 | F      |
| Voelker                  | 57  | Hal Robson        | Voelker                  | Voelker            | F      |
| Grancor Auto Specialists | 59  | Fred Agabashian   | Kurtis Kraft 500B        | Offenhauser 4.5 L4 | F      |
| 3-L Racing Team          | 62  | Travis Webb       | Kurtis Kraft KK 3000     | Offenhauser 4.5 L4 | F      |
| Jon Stanko               | 64  | Pat O’Connor      | Kurtis Kraft KK 4000     | Offenhauser        | F      |
| Karl Hall                | 65  | Allen Heath       | Ewing                    | Offenhauser        | F      |
| Glessner                 | 67  | Johnny Kay        | Clemons                  | Offenhauser        | F      |
| Barzda                   | 69  | Joe Barzda        | Maserati 8CTF            | Maserati           | F      |
| Franklin Merkler         | 71  | Jackie Holmes     | Kurtis Kraft No. 7       | Offenhauser        | F      |
| Lee Elkins               | 73  | Carl Scarborough  | Kurtis Kraft KK 2000     | Offenhauser 4.5 L4 | F      |
| Verlin Brown             | 74  | Pat O’Connor      | Schroeder                | Offenhauser        | F      |
| Christy                  | 75  | Wayne Selser      | Christy                  | Offenhauser        | F      |
| George Leitenberger      | 76  | George Fonder     | Silnes                   | Offenhauser        | F      |
| Peter Schmidt            | 77  | Pat Flaherty      | Kurtis Kraft KK 3000     | Offenhauser 4.5 L4 | F      |
| Peter Schmidt            | 88  | Manuel Ayulo      | Kuzma                    | Offenhauser 4.5 L4 | F      |
| Storey & Ricketts        | 78  | Cal Niday         | Kurtis Kraft KK 4000     | Offenhauser        | F      |
| Mel Wiggers              | 79  | Frank Armi        | Kurtis Kraft KK 4000     | Offenhauser        | F      |
| Central Excavating       | 81  | Len Duncan        | Trevis                   | Offenhauser        | F      |
| William Burns            | 82  | Johnny Roberts    | Kurtis Kraft KK 4000     | Offenhauser        | F      |
| Lee Elkins               | 83  | Mike Nazaruk      | Turner                   | Offenhauser 4.5 L4 | F      |
| Coast Grain              | 84  | Bill Homeier      | Lesovsky                 | Offenhauser        | F      |
| John McDaniel            | 85  | Johnnie Tolan     | Kurtis Kraft KK 4000     | Offenhauser        | F      |
| Milt Marton              | 86  | Bill Boyd         | Kurtis Kraft KK 2000     | Offenhauser        | F      |
| Calvin Connell           | 87  | Bill Homeier      | Kurtis Kraft 500A        | Cadillac           | F      |
| Fadely-Anderson          | 89  | Travis Webb       | Maserati 4CLT            | Offenhauser        | F      |
| Clyde Dillon             | 91  | Red Hamilton      | Kurtis Kraft KK 4000     | Offenhauser        | F      |
| M.A. Walker              | 92  | Rodger Ward       | Kurtis Kraft KK 4000     | Offenhauser 4.5 L4 | F      |
| Sam Traylor              | 93  | Al Herman         | Kurtis Kraft KK 2000     | Offenhauser        | F      |
| Wayne                    | 95  | Jorge Daponte     | Johnson                  | Wayne              | F      |
| Helin                    | 96  | Jud Larson        | Snowberger               | Offenhauser        | F      |
| J.C. Agajanian           | 97  | Chuck Stevenson   | Kuzma                    | Offenhauser 4.5 L4 | F      |
| J.C. Agajanian           | 98  | Tony Bettenhausen | Kuzma                    | Offenhauser 4.5 L4 | F      |

## Klassifikation

### Startaufstellung
| Pos. | Fahrer            | Konstrukteur | Zeit (4 Runden) | km/h   | Startreihe |
| ---- | ----------------- | ------------ | --------------- | ------ | ---------- |
| 01   | Bill Vukovich     | Kurtis Kraft | 4:20,130        | 222,70 | 1 L        |
| 02   | Fred Agabashian   | Kurtis Kraft | 4:21,730        | 221,34 | 1 M        |
| 03   | Jack McGrath      | Kurtis Kraft | 4:23,540        | 219,82 | 1 R        |
| 04   | Manuel Ayulo      | Kuzma        | 4:23,960        | 219,47 | 2 L        |
| 05   | Andy Linden       | Ansted       | 4:24,590        | 218,95 | 2 M        |
| 06   | Tony Bettenhausen | Kuzma        | 4:24,660        | 218,89 | 2 R        |
| 07   | Jerry Hoyt        | Kurtis Kraft | 4:25,230        | 218,42 | 3 L        |
| 08   | Johnnie Parsons   | Kurtis Kraft | 4:21,500        | 221,53 | 3 M        |
| 09   | Sam Hanks         | Kurtis Kraft | 4:21,760        | 221,31 | 3 R        |
| 10   | Rodger Ward       | Kurtis Kraft | 4:21,880        | 221,21 | 4 L        |
| 11   | Bob Scott         | Bromme       | 4:21,950        | 221,15 | 4 M        |
| 12   | Art Cross         | Kurtis Kraft | 4:22,180        | 220,96 | 4 R        |
| 13   | Gene Hartley      | Kurtis Kraft | 4:22,270        | 220,88 | 5 L        |
| 14   | Walt Faulkner     | Kurtis Kraft | 4:22,550        | 220,65 | 5 M        |
| 15   | Don Freeland      | Watson       | 4:23,030        | 220,25 | 5 R        |
| 16   | Chuck Stevenson   | Kuzma        | 4:23,620        | 219,75 | 6 L        |
| 17   | Paul Russo        | Kurtis Kraft | 4:24,280        | 219,20 | 6 M        |
| 18   | Travis Webb       | Kurtis Kraft | 4:24,380        | 219,12 | 6 R        |
| 19   | Carl Scarborough  | Kurtis Kraft | 4:24,830        | 218,75 | 7 L        |
| 20   | Ernie McCoy       | Chapman      | 4:24,850        | 218,73 | 7 M        |
| 21   | Jimmy Daywalt     | Kurtis Kraft | 4:25,200        | 218,44 | 7 R        |
| 22   | Marshall Teague   | Kurtis Kraft | 4:25,250        | 218,40 | 8 L        |
| 23   | Mike Nazaruk      | Turner       | 4:25,280        | 218,38 | 8 M        |
| 24   | Pat Flaherty      | Kurtis Kraft | 4:25,350        | 218,32 | 8 R        |
| 25   | Richard Rathmann  | Kurtis Kraft | 4:25,360        | 218,31 | 9 L        |
| 26   | Duke Nalon        | Kurtis Kraft | 4:25,760        | 217,98 | 9 M        |
| 27   | Duane Carter      | Lesovsky     | 4:26,140        | 217,67 | 9 R        |
| 28   | Bill Holland      | Kurtis Kraft | 4:21,120        | 221,86 | 10 L       |
| 29   | Bob Sweikert      | Kuzma        | 4:23,020        | 220,25 | 10 M       |
| 30   | Cal Niday         | Kurtis Kraft | 4:24,520        | 219,00 | 10 R       |
| 31   | Jimmy Bryan       | Schroeder    | 4:25,670        | 218,06 | 11 L       |
| 32   | Jim Davies        | Kurtis Kraft | 4:26,070        | 217,73 | 11 M       |
| 33   | Johnny Thomson    | Del Roy      | 4:26,150        | 217,66 | 11 R       |
| DNQ  | Henry Banks       | Lesovsky     |                 |        |            |
| DNQ  | Chet Miller       | Kurtis Kraft |                 |        |            |
| DNQ  | Joe Sostilio      | Kurtis Kraft |                 |        |            |
| DNQ  | Cliff Griffith    | Kurtis Kraft |                 |        |            |
| DNQ  | George Connor     | Kurtis Kraft |                 |        |            |
| DNQ  | Eddie Johnson     | Kurtis Kraft |                 |        |            |
| DNQ  | Pat O’Connor      | Deidt        |                 |        |            |
| DNQ  | Len Duncan        | Schroeder    |                 |        |            |
| DNQ  | Eddie Sachs       | Kurtis Kraft |                 |        |            |
| DNQ  | Buzz Barton       | Pawl         |                 |        |            |
| DNQ  | Paul Goacher      | Pankratz     |                 |        |            |
| DNQ  | Bill Taylor       | Lesovsky     |                 |        |            |
| DNQ  | Bill Cantrell     | Pankratz     |                 |        |            |
| DNQ  | Roy Newman        | Maserati     |                 |        |            |
| DNQ  | Leroy Warriner    | Kurtis Kraft |                 |        |            |
| DNQ  | John Fedricks     | Kurtis Kraft |                 |        |            |
| DNQ  | Duke Dinsmore     | Kurtis Kraft |                 |        |            |
| DNQ  | Joe Barzda        | Maserati     |                 |        |            |
| DNQ  | Hal Robson        | Voelker      |                 |        |            |
| DNQ  | Danny Oakes       | Moore        |                 |        |            |
| DNQ  | Allen Heath       | Ewing        |                 |        |            |
| DNQ  | Johnnie Tolan     | Kurtis Kraft |                 |        |            |
| DNQ  | Johnny Kay        | Clemons      |                 |        |            |
| DNQ  | Jackie Holmes     | Kurtis Kraft |                 |        |            |
| DNQ  | Wayne Selser      | Christy      |                 |        |            |
| DNQ  | George Fonder     | Silnes       |                 |        |            |
| DNQ  | Frank Armi        | Kurtis Kraft |                 |        |            |
| DNQ  | Johnny Roberts    | Kurtis Kraft |                 |        |            |
| DNQ  | Bill Homeier      | Lesovsky     |                 |        |            |
| DNQ  | Bill Boyd         | Kurtis Kraft |                 |        |            |
| DNQ  | Red Hamilton      | Kurtis Kraft |                 |        |            |
| DNQ  | Al Herman         | Kurtis Kraft |                 |        |            |
| DNQ  | Jorge Daponte     | Johnson      |                 |        |            |
| DNQ  | Jud Larson        | Snowberger   |                 |        |            |

## Rennergebnis
| Pos. | Fahrer            | Konstrukteur | Runden | Zeit        | Start | Schnellste Runde |
| ---- | ----------------- | ------------ | ------ | ----------- | ----- | ---------------- |
| 01   | Bill Vukovich     | Kurtis Kraft | 200    | 3:53:01,690 | 01    | 1:06,240 (27.)   |
| 02   | Art Cross         | Kurtis Kraft | 200    | + 3:30,870  | 12    |                  |
| 03   | Sam Hanks         | Kurtis Kraft | 151    | + 4:11,500  | 09    |                  |
| 03   | Duane Carter      | Kurtis Kraft | 49     | + 4:11,500  | 09    |                  |
| 04   | Fred Agabashian   | Kurtis Kraft | 104    | + 4:39,240  | 02    |                  |
| 04   | Paul Russo        | Kurtis Kraft | 96     | + 4:39,240  | 02    |                  |
| 05   | Jack McGrath      | Kurtis Kraft | 200    | + 7:49,640  | 03    |                  |
| 06   | Jimmy Daywalt     | Kurtis Kraft | 200    | + 8:10,210  | 21    |                  |
| 07   | Richard Rathmann  | Kurtis Kraft | 112    | + 8:46,020  | 25    |                  |
| 07   | Eddie Johnson     | Kurtis Kraft | 88     | + 8:46,020  | 25    |                  |
| 08   | Ernie McCoy       | Chapman      | 200    | + 10:04,550 | 20    |                  |
| 09   | Tony Bettenhausen | Kuzma        | 115    | DNF         | 06    |                  |
| 09   | Chuck Stevenson   | Kuzma        | 44     | DNF         | 06    |                  |
| 09   | Gene Hartley      | Kuzma        | 37     | DNF         | 06    |                  |
| 10   | Jim Davies        | Kurtis Kraft | 193    | + 7 Runden  | 32    |                  |
| 11   | Duke Nalon        | Kurtis Kraft | 191    | DNF         | 26    |                  |
| 12   | Carl Scarborough  | Kurtis Kraft | 69     | + 10 Runden | 19    |                  |
| 12   | Bob Scott         | Kurtis Kraft | 121    | + 10 Runden | 19    |                  |
| 13   | Manuel Ayulo      | Kuzma        | 184    | DNF         | 04    |                  |
| 14   | Jimmy Bryan       | Schroeder    | 183    | + 17 Runden | 31    |                  |
| 15   | Bill Holland      | Kurtis Kraft | 141    | DNF         | 28    |                  |
| 15   | Richard Rathmann  | Kurtis Kraft | 36     | DNF         | 28    |                  |
| 16   | Rodger Ward       | Kurtis Kraft | 138    | DNF         | 10    |                  |
| 16   | Andy Linden       | Kurtis Kraft | 29     | DNF         | 10    |                  |
| 16   | Duke Dinsmore     | Kurtis Kraft | 10     | DNF         | 10    |                  |
| 17   | Walt Faulkner     | Kurtis Kraft | 134    | + 24 Runden | 14    |                  |
| 17   | Johnny Mantz      | Kurtis Kraft | 42     | + 24 Runden | 14    |                  |
| –    | Marshall Teague   | Kurtis Kraft | 169    | DNF         | 22    |                  |
| –    | Travis Webb       | Kurtis Kraft | 142    | DNF         | 18    |                  |
| –    | Johnny Thomson    | Kurtis Kraft | 45     | DNF         | 18    |                  |
| –    | Jackie Holmes     | Kurtis Kraft | 9      | DNF         | 18    |                  |
| –    | Bob Sweikert      | Kuzma        | 151    | DNF         | 29    |                  |
| –    | Mike Nazaruk      | Turner       | 146    | DNF         | 23    |                  |
| –    | Pat Flaherty      | Kurtis Kraft | 115    | DNF         | 24    |                  |
| –    | Jerry Hoyt        | Kurtis Kraft | 96     | DNF         | 07    |                  |
| –    | Andy Linden       | Kurtis Kraft | 12     | DNF         | 07    |                  |
| –    | Duane Carter      | Lesovsky     | 94     | DNF         | 27    |                  |
| –    | Paul Russo        | Kurtis Kraft | 89     | DNF         | 17    |                  |
| –    | Johnnie Parsons   | Kurtis Kraft | 86     | DNF         | 08    |                  |
| –    | Don Freeland      | Watson       | 76     | DNF         | 15    |                  |
| –    | Gene Hartley      | Kurtis Kraft | 53     | DNF         | 13    |                  |
| –    | Chuck Stevenson   | Kuzma        | 42     | DNF         | 16    |                  |
| –    | Cal Niday         | Kurtis Kraft | 30     | DNF         | 30    |                  |
| –    | Bob Scott         | Bromme       | 14     | DNF         | 11    |                  |
| –    | Johnny Thomson    | Del Roy      | 6      | DNF         | 33    |                  |
| –    | Andy Linden       | Ansted       | 3      | DNF         | 05    |                  |

## WM-Stand nach dem Rennen
Die ersten fünf bekamen 8, 6, 4, 3 bzw. 2 Punkte; einen Punkt gab es für die schnellste Runde. Es zählten nur die vier besten Ergebnisse aus acht Rennen.

### Fahrerwertung
| Pos. | Fahrer                | Konstrukteur | Punkte |
| ---- | --------------------- | ------------ | ------ |
| 01   | Alberto Ascari        | Ferrari      | 9      |
| 02   | Bill Vukovich         | Kurtis Kraft | 9      |
| 03   | Luigi Villoresi       | Ferrari      | 6      |
| 04   | Art Cross             | Kurtis Kraft | 6      |
| 05   | José Froilán González | Maserati     | 4      |
| 06   | Mike Hawthorn         | Ferrari      | 3      |
| 07   | Oscar Gálvez          | Maserati     | 2      |
| 08   | Sam Hanks             | Kurtis Kraft | 2      |
| 09   | Duane Carter          | Kurtis Kraft | 2      |
| 10   | Jack McGrath          | Kurtis Kraft | 2      |
| 11   | Fred Agabashian       | Kurtis Kraft | 1,5    |
| 12   | Paul Russo            | Kurtis Kraft | 1,5    |

| Pos. | Fahrer              | Konstrukteur  | Punkte |
| ---- | ------------------- | ------------- | ------ |
| 13   | Jean Behra          | Gordini       | 0      |
| 14   | Maurice Trintignant | Gordini       | 0      |
| 15   | Harry Schell        | Gordini       | 0      |
| –    | John Barber         | Cooper        | 0      |
| –    | Alan Brown          | Cooper        | 0      |
| –    | Robert Manzon       | Gordini       | 0      |
| –    | Juan Manuel Fangio  | Maserati      | 0      |
| –    | Felice Bonetto      | Maserati      | 0      |
| –    | Giuseppe Farina     | Ferrari       | 0      |
| –    | Carlos Menditéguy   | Gordini       | 0      |
| –    | Adolfo Schwelm-Cruz | Cooper        | 0      |
| –    | Pablo Birger        | Simca-Gordini | 0      |